# Georg Weidenbach
Pour les articles homonymes, voir Weidenbach.
Hermann Georg Carl Weidenbach (né le 1er octobre 1853 à Dresde, mort le 30 septembre 1928 à Leipzig) est un architecte allemand.

## Biographie
Georg Weidenbach est l'élève de Karl Weissbach à Dresde puis en 1886 à Leipzig. Associé d'abord avec Anton Käppler de 1886 à 1890, il crée un bureau avec Richard Tschammer (de) de 1890 à 1916 qui est le maître d'œuvre de l'église orthodoxe russe du souvenir à Leipzig. En 1913, Weidenbach et Tschammer sont architectes généraux de l'Exposition internationale d'architecture à Leipzig.
Georg Weidenbach est conseiller municipal à Leipzig et président de l'Association de Leipzig pour l'art public. Il est également membre du Deutscher Werkbund et de la Ligue des architectes allemands (de).

## Œuvres
Avec Anton Käppler
- 1886–1888 : Casino de Chemnitz (détruit)
- 1887–1888 : Hôtel National à Fürth, (démoli en 2013)
- 1887–1889 : Église de Radeberg

Avec Richard Tschammer
- 1891–1893 : Église Saint-André de Leipzig (de), Alexis-Schumann-Platz (détruit)
- 1893 : Bâtiments de l'Association de crédit de la chevalerie héréditaire en Saxe (de) à Leipzig
- 1894 : Monument pour Plato (de) et Dolz (de), Leipzig
- 1895–1897 : Église Saint-Paul de Plauen (de)
- 1896–1899 : Église réformée de Leipzig (de)
- 1896–1899 : Église du Christ d'Oberbilk (de)
- 1896–1899 : Église de la Paix de Düsseldorf (de)
- 1897 : Théâtre d'Erfurt (de)
- 1898–1903 : Église Saint-Luc de Dresde
- 1904–1905 : Bibliothèque Comenius à Leipzig, Schenkendorfstraße 34
- 1906-1909 : Hôtel de ville de Zeitz (de)
- 1908-1909 : Cour de commerce de Leipzig (de)
- 1913 : Bâtiments de l'Exposition internationale d'architecture à Leipzig.